# Jerome Harrison
(en) Statistiques sur pro-football-reference
Jerome Harrison (né le 26 février 1983 à Kalamazoo) est un joueur américain de football américain.

## Carrière

### Université
En 2003, Harrison étudie au Pasaneda City College où il fait deux ans avant d'être transféré à l'université d'État de Washington. En 2004, il est le running back remplaçant de Chris Bruhn et joue les cinq derniers matchs de la saison. Lors de sa dernière saison, il fait seize matchs consécutifs avec plus de cent yards et effectue 1 900 yards lors de la saison.

### Professionnel
Jerome Harrison est sélectionné au cinquième tour du draft de la NFL de 2006 par les Browns de Cleveland au 145e choix. Il fait ses débuts en professionnel le 10 septembre 2006 contre les Saints de La Nouvelle-Orléans et joue dix matchs lors de cette saison dont une fois comme titulaire. Lors de sa seconde saison, il joue huit matchs et ne marque toujours pas. Lors de la saison 2008, il marque les deux premiers touchdowns de sa carrière (un sur une course et un sur une passe). Le 20 décembre 2009, il bat le record de yards parcourus sur des courses en un seul match détenu jusqu'alors par Jim Brown ; Harrison effectue 286 yards et se classe troisième au classement des yards sur courses en un seul match derrière Adrian L. Peterson et Jamal Lewis. En 2009, il marque sept touchdowns.
Au début de la saison 2010, il est nommé comme running back titulaire mais il perd ce poste plus tard au profit de Peyton Hillis.
Le 13 octobre 2010, après avoir disputé quatre matchs avec Cleveland, il est échangé aux Eagles de Philadelphie contre Mike Bell (en). Avec sa nouvelle équipe, il joue huit matchs et marque un touchdown.
Le 9 août 2011, Harrison signe avec les Lions de Détroit.